# Effi Briest (film, 1974)
Effi Briest (tyska: Fontane Effi Briest) är en västtysk dramafilm från 1974 i regi av Rainer Werner Fassbinder. Filmen är baserad på Theodor Fontanes roman med samma namn från 1894. Boken har även filmats 2009 med samma titel.

## Rollista i urval
- Hanna Schygulla - Effi Briest
- Wolfgang Schenck - Baron Geert von Instetten
- Ulli Lommel - Major Crampas
- Irm Hermann - Johanna
- Barbara Kwiatkowska-Lass - polsk kock
- Karlheinz Böhm - riksrådet Wüllersdorf
- Eva Mattes - Hulda
- Rudolf Lenz - riksrådet Rummschuttel
- Lilo Pempeit - Louise Briest, Effis mor
- Herbert Steinmetz - Herr Briest, Effis far
- Ursula Strätz - Roswitha
- Karl Scheydt - Kruse
- An Dorthe Braker - Frau Pasche
- Theo Tecklenburg - pastor Niemeyer
- Andrea Schober - Annie von Instetten
- Barbara Valentin - Marietta Tripelli
- Peter Gauhe - Vetter Dagobert